# Bornholm (Schiff, 1961)
Die  Bornholm  war eine dänische RoPax-Fähre der Reederei Bornholmstrafikken, die in der Ostsee zwischen Kopenhagen und Rønne auf der Insel Bornholm verkehrte.

## Geschichte
Die Bornholm lief im Januar 1961 in Kopenhagen vom Stapel und nahm im Juni desselben Jahres den Liniendienst zwischen Kopenhagen und Rønne auf.
1965 wurde das Schiff zur Evakuierung der Insel Tristan da Cunha nach einem Vulkanausbruch genutzt. Im selben Jahr unternahm die Bornholm auch Kreuzfahrten in der Ostsee. 1969 erfolgten in Aalborg Umbauten, die die Passagierkapazität erhöhten.
Ende 1978 wurde die Bornholm im Liniendienst durch die neugebaute Povl Anker ersetzt und aufgelegt. 1980 wurde das Schiff an die China Ocean Shipping Co in Shanghai verkauft und in Min Zhu umbenannt. 1983 übernahm die Zhuo Shan Island Shipping Company in Zhejiang die Fähre, 1987 die Guangdong Province Hong Kong & Macao Navigation Company in Zhou Shan. Erneut umbenannt in Pu Tuo Shan, war das Schiff bis 2001 auf der Route Shanghai – Pu Tuo Shan im Einsatz.
Am 12. Mai 2001 traf die ehemalige Bornholm bei der Chang Shun Shipping Demolition Company in Zhang Jiagang zur Verschrottung ein.